# Bola de nieve (juguete)

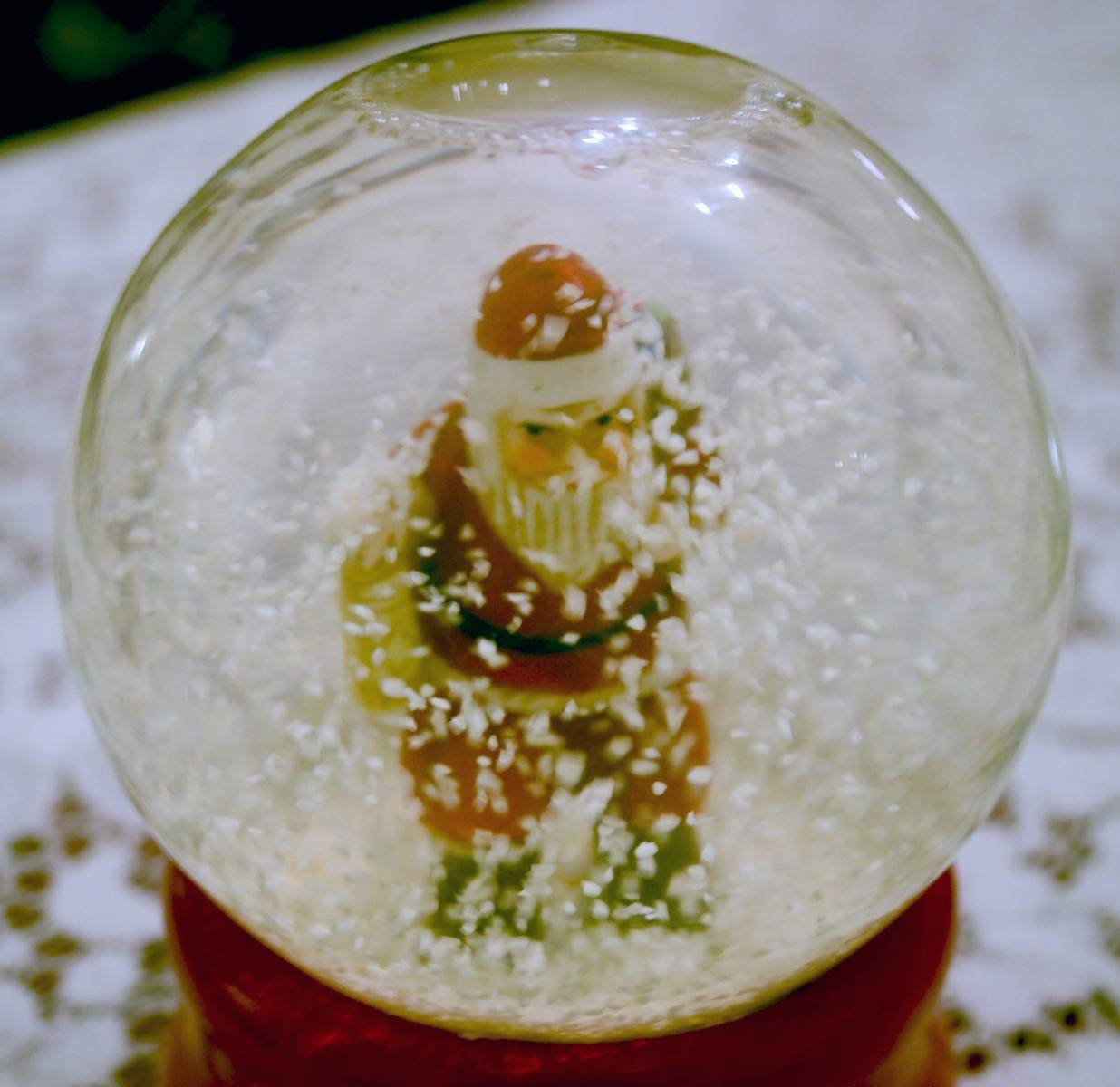
Una bola de nieve navideño con una estatuilla de Papá Noel.

Una bola de nieve o domo de nieve es una esfera transparente hecha generalmente de cristal que incluye una escena miniaturizada de cierto tipo, a menudo junto con un modelo de un paisaje. La esfera también incluye agua en el globo; el agua sirve como el medio a través del cual la "nieve" cae. 
Para activar la nieve, el globo se sacude físicamente para agitar las partículas blancas. El globo entonces se coloca de nuevo en su posición inicial y las escamas caen hacia abajo lentamente a través del agua creando la imagen de un paisaje nevado. Las bolas de nieve actuales tienen a veces incorporada una caja de música que interpreta un villancico de Navidad.

## Historia

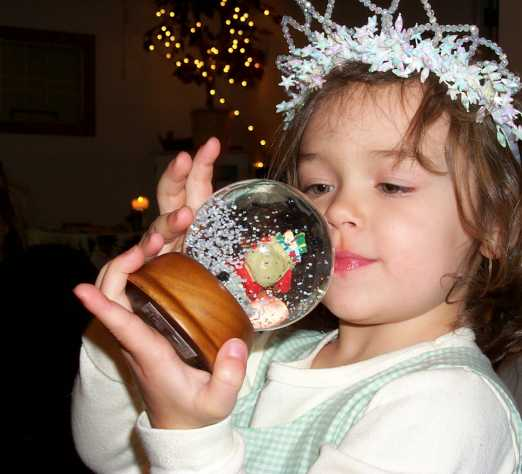
Una niña sosteniendo una bola de nieve.

Exactamente cuándo apareció la primera bola de  nieve,  es confuso, pero parecen estar datadas en Francia a comienzos del siglo XIX. Pudo haber aparecido como sucesor al pisapapeles de cristal, que llegó a ser popular algunos años antes. Las bolas de nieve aparecieron en la Exposición Universal de París en 1878, y antes de 1879, por lo menos cinco compañías producían los globos de nieve y los vendían en Europa.
En 1889, una bola de nieve que contenía un modelo de la recientemente construida torre Eiffel fue producido para conmemorar la exposición internacional en París, que marcó el centenario de la revolución francesa. Este globo se convirtió rápidamente en el recuerdo favorito para los asistentes.
Las bolas de nieve llegaron a ser populares en Inglaterra durante la era Victoriana y en los comienzos de los años 20, cruzaron el Atlántico a los Estados Unidos de América en donde se convirtieron en un artículo popular para los coleccionistas. Muchos de estos globos fueron producidos por Atlas Crystal Works, que tenían fábricas en Alemania y América.
En los Estados Unidos, la primera patente relacionada con la bola de nieve fue concedida en 1927 a José Garaja de Pittsburgh, Pensilvania. En 1929, Garaja convenció a Novelty Pool Ornaments para que fabricaran una versión de peces bajo el agua.
En América, durante los años 40, los globos de nieve fueron utilizados a menudo como soporte publicitario. En Europa, durante los años 40 y 50, las bolas de nieve religiosas eran regalos comunes para los niños católicos. Los globos de la nieve han aparecido en cierto número de escenas de películas clásicas, la más famoso de ellas es el comienzo de Ciudadano Kane de 1941.
En los años 50 los globos, que eran previamente de cristal, llegaron a estar disponibles en plástico. 
Actualmente, hay muchos diversos tipos de bolas de nieve disponibles. Estos globos son producidos por un gran número de países y de gamas desde las producciones en masa de Hong Kong y de China a los tipos terminados a mano todavía producidos en República Federal de Alemania. Las bolas de nieve ofrecen escenas diversas, extendiéndose desde los recuerdos típicos del día de fiesta a coleccionables más eclécticos que ofrecen escenas de Navidad, figuras de Disney, iconos populares, animales, figuras militares, escenas históricas, etc. Los globos de nieve incluso se han utilizado para las campañas electorales.

## Producción

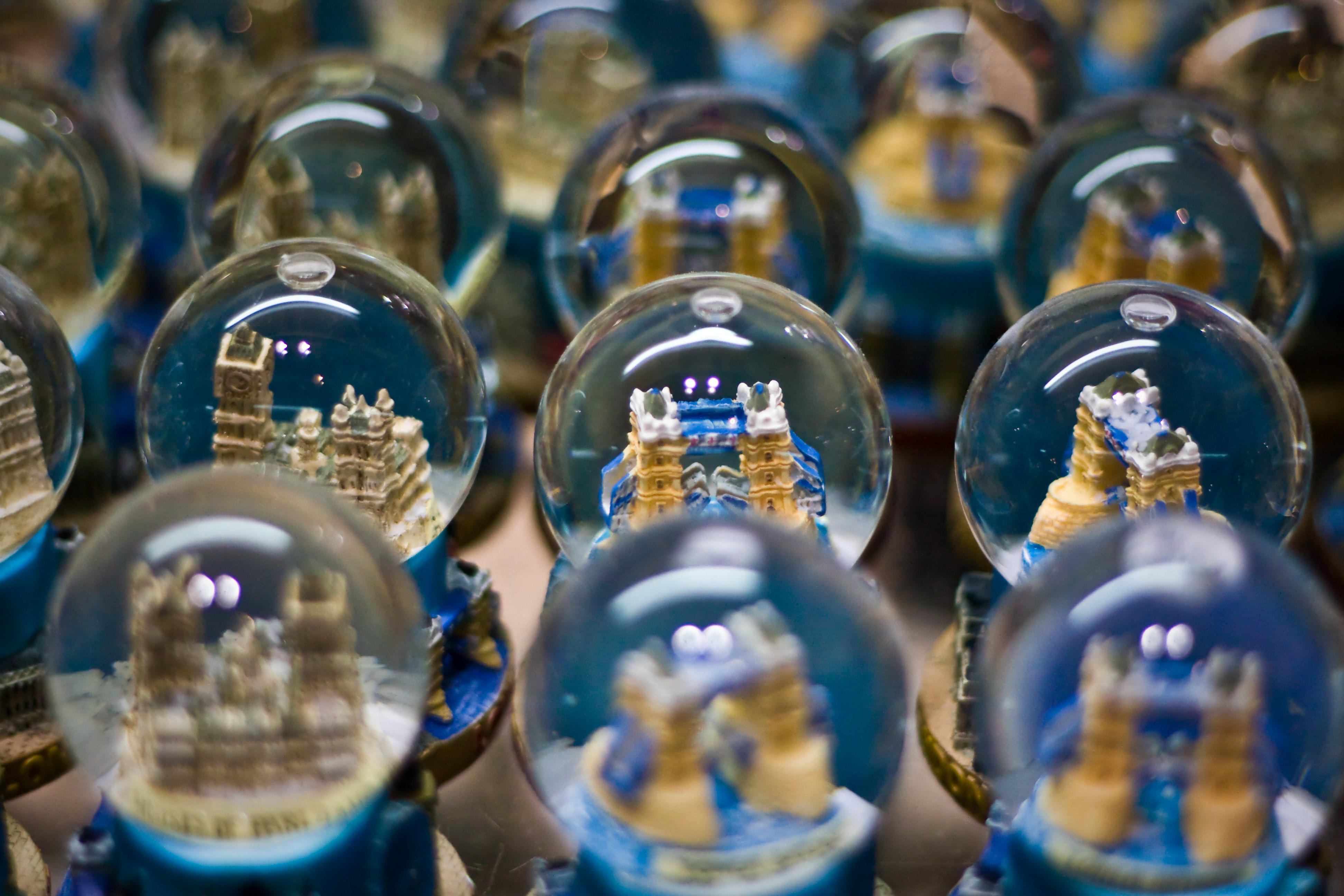
Bolas de nieve como souvenirs de Londres.

Las bolas de nieve consistían inicialmente en una bóveda de cristal de plomo que era colocada sobre una figura o un cuadro de cerámica en una base de cerámica de molde negro. Se llenaban de agua y después se sellaban (...). La nieve era creada por medio de virutas de hueso o de pedazos de porcelana, de arena o incluso de serrín. Cuando llegaron a ser más sofisticados, el cristal llegó a ser más fino, las bases eran más ligeras (la baquelita era popular durante el período de art déco) y la nieve era hecha a partir de partículas de pan de oro o de jabón insoluble en forma de escamas. Hoy en día, por razones de salud y de seguridad, se utilizan pedazos pequeños de plástico blanco. Más adelante, el líquido fue cambiado al aceite ligero, después a agua con anticongelante (glicerina o glicol). Una ventaja agregada fue que la glicerina y el glicol retardaban la caída de las escamas.
Los bolas de nieve actuales pueden incluir cajas de música, piezas móviles, luces internas e incluso motores eléctricos que hacen mover la "nieve" de modo que ya no es necesario sacudir el globo. Algunos también tienen ranuras centrales para colocar artículos tales como fotografías.